# Chalcatzingo
Chalcatzingo è un sito archeologico pre-colombiano situato nella valle di Morelos, risalente al periodo formativo nella cronologia mesoamericana. Il sito possiede una quantità di arte iconografica e monumentale in stile olmeco. Situato nella regione meridionale delle colline centrali del Messico, Chalcatzingo venne creato intorno al 1500 a.C. Gli abitanti iniziarono a produrre oggetti in stile olmeco attorno al 900 a.C. All'apice dello sviluppo, tra il 700 e il 500 a.C., la popolazione contava attorno 500-1000 membri. Negli anni successivi, la città cominciò a perdere importanza e a venire abbandonata.
Il centro di Chalcatzingo copre circa 100 acri, situato su una piana fertile, vicino a due colline, Cerro Chalcatzingo e Cerro Delgado. Cerro Chalcatzingo veniva considerato come un luogo sacro, dove si svolgevano rituali con particolari significati.
Il clima nella valle è di solito più caldo e umido rispetto a quello del resto delle alte pianure. Una fonte d'acqua alla base delle colline placava la sete della popolazione.

## Monumenti e incisioni
Chalcatzingo mostra esempi unici e interessanti di arte e architettura in stile olmeco.
Il villaggio possedeva un'area centrale, chiamata oggi Terrazza 1, sotto le case dove la gente di alta casta viveva.
La struttura 4 è la maggiore nel sito, una piattaforma quasi quadra che misura 70 metri per lato. I sepolcri di individui di alto status sociale sono stati riportati alla luce, e sono stati trovati oggetti in giada e uno specchio di magnetite. La maggior parte dei sepolcri dei villaggi si trovavano sotto i pavimenti delle case.
Il sito possiede molti bassorilievi.

## Primo gruppo
Il primo gruppo di rilievi si trova in alto su un lato di Cerro Chalcatzingo. Il tema comune riferito alla pioggia e alla fertilità ha condotto Kent Reilly a chiamare questo il Gruppo dell'Acqua Danzante.
Questo gruppo è dominato dal Monumento 1, conosciuto anche come "El Rey", la scultura intagliata più conosciuta nel sito. "El Rey" è una scultura intagliata che rappresenta una figura simile a un uomo, seduta all'interno di una caverna, il tutto visto di profilo. La caverna possiede una specie di occhio, e la forma suggerisce che possa essere una bocca.
Sopra la caverna vi è un certo numero di oggetti stilizzati, interpretati come nuvole di pioggia, con oggetti a forma di punto esclamativo ("!") che cadono, interpretati come gocce d'acqua.
La figura seduta, "El Rey", è vestita con ornamenti. Siccome la scultura intagliata si trova sopra un canale d'acqua naturale che un tempo riforniva la città, la scena è stata interpretata come un capo che usa il proprio potere per portare l'acqua nella regione. Comunque, "El Rey" è stato anche identificato come una probabile divinità della pioggia, il "Dio della Montagna" - una divinità che avrebbe ispirato anche quella degli Aztechi, Tepeyollotl, o quella del giaguaro che abita nelle caverne.
Oltre a "El Rey", il Gruppo dell'Acqua Danzante include cinque bassorilievi più piccoli, che rappresentano creature simili a sauri.
Questi bassorilievi, chiamati Monumento 5/6, 8, 11, 14, e 15, sono posizionati vicino al canale d'acqua naturale più importante nel sito. Alcuni ricercatori credono che possano essere una sequenza di processione.

### Secondo gruppo

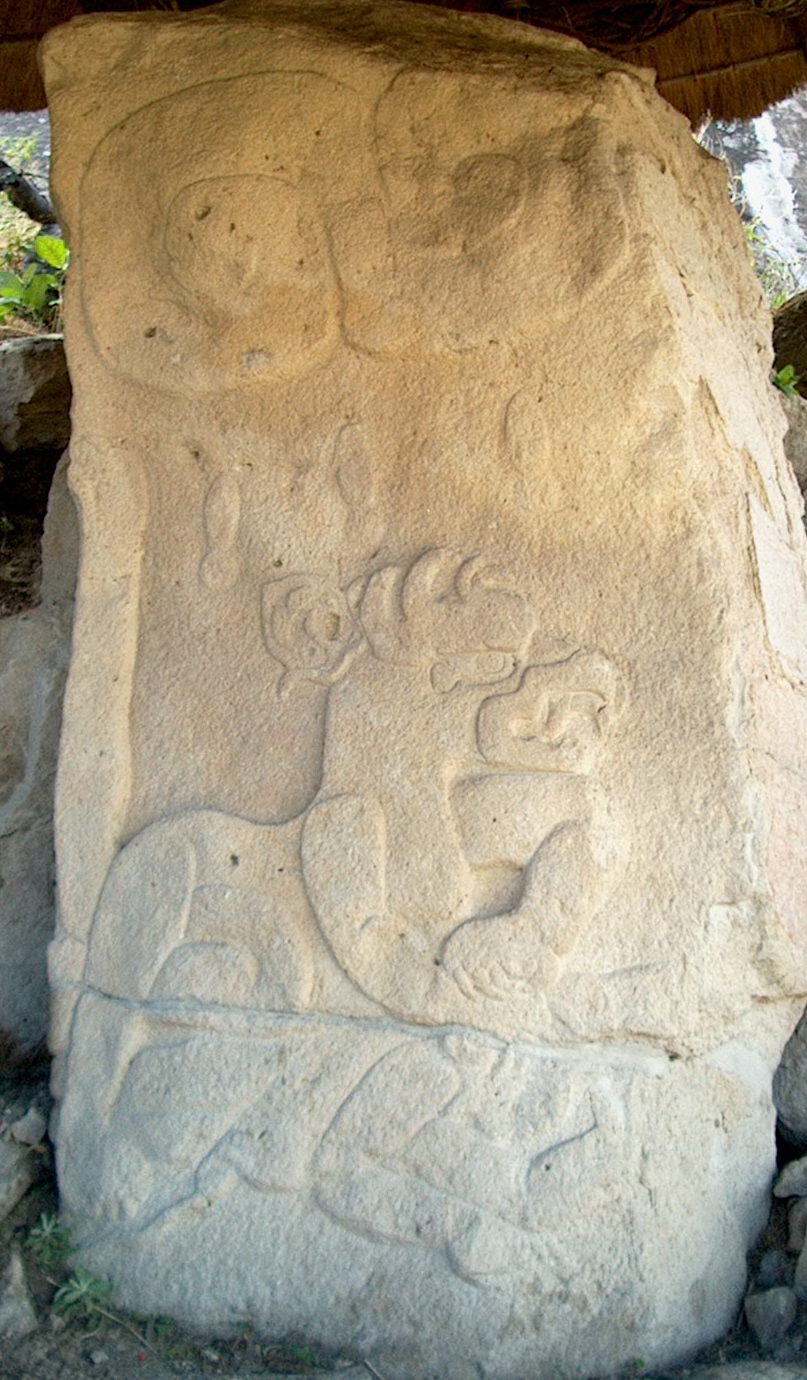
Monumento 31 che mostra uno zoomorfo felino con becco, sopra un umano supino. Si notino le tre gocce di pioggia stilizzate che apparentemente cadono da una figura a forma simile a una "S".

Il secondo gruppo è costituito da bassorilievi più grandi di quelli visti nel Gruppo dell'Acqua, eccetto "El Rey", e vengono rappresentate creature fantastiche che dominano figure umane: 
- Il monumento 5 mostra una creatura simile a un rettile, forse archetipo del serpente piumato, che divora un umano.
- Il monumento 4 rappresenta due umani attaccati da due felini. Le figure umane sono sotto i felini e mostrate di fronte, segno che indica che potrebbe essere una scena di fuga.
- Il monumento 3 mostra un felino ripiegato vicino a una pianta simile a un cactus, con una figura umana subordinata.
- Il monumento 31 mostra un felino sopra a un umano che sembra attaccarlo. Rappresentate tre gocce di pioggia a forma di punto esclamativo. Alcune interpretazioni della scena possono dare l'idea della metafora della fertilità oppure del sacrificio umano.

Secondo l'archeologo David Grove della UIUC, questi quattro rilievi mostrano una sequenza di eventi mitici importanti nella cosmogonia della gente della città.
- Il Monumento 2 mostra quattro umani. Tre di loro si trovano in piedi, mentre il quarto a destra è seduto sul terreno. Tutti hanno una maschera. Le tre figurine in piedi portano in mano picche e lance. Gli ornamenti portati in testa da una delle figure in piedi mostra i motivi visti nel monumento 4, rendendo una scena correlata a quelle viste nelle altre sequenze.

Mentre questi primi cinque sono posizionati in una fila processionale, un sesto monumento in questo gruppo, chiamato Monumento 13, si trova più in basso. Mostra un essere sovrannaturale antropomorfico della iconografia olmeca. Come "El Rey", è seduto vicino alla bocca a forma di quatrefoil di ciò che sembra essere una creatura supernaturale.

### Altri monumenti
Il Monumento 9 è una scultura che rappresenta la caverna vista nel monumento 1 da un punto di vista frontale. La scultura è piatta e contiene un grande buco al centro che rappresenta la forma dell'entrata della caverna. Sopra al buco vi sono due occhi simili a quello visto nel monumento 1.
Chalcatzingo possiede ciò che potrebbe essere considerata la rappresentazione più antica di una donna, nella scultura Monumento 21. Il monumento è una stele, e mostra una donna che indossa sandali, gonna, e un copricapo.
Mentre Chalcatzingo è forse conosciuto principalmente per i bassorilievi, la maggioranza degli indizi prelevati dal sito mostrano che la città era un'importante presenza nelle terre alte centrali del Messico, e non aveva avuto molti contatti con gli Olmechi. Le figurine rappresentano forse la gente che viveva nella zona di Morelos all'inizio dello sviluppo delle prime civiltà mesoamericane.

Chalcatzingo e altri siti archeologici del periodo formativo.

## Declino
Come altri centri culturali del periodo formativo, Chalcatzingo declinò in importanza ma a differenza dei centri della costa del golfo, la città non venne abbandonata. La zona venne occupata nel periodo tardo formativo e fu un minore centro cerimoniale nel periodo classico. Nel 500 a.C. la città perse la sua centralità nella cultura dell'altopiano messicano. Questo accadde 400 anni dopo che San Lorenzo Tenochtitlán venne abbandonata, e 100 anni prima dell'abbandono di La Venta. 1000 anni dopo l'abbandono, un'altra città, Xochicalco, divenne il centro maggiore nella zona di Morelos tra il 700 e il 900.